# Dharni
Dharni es una ciudad censal situada en el distrito de Amravati en el estado de Maharashtra (India). Su población es de 15761 habitantes (2011). 

## Demografía
Según el censo de 2011 la población de Dharni era de 15761 habitantes, de los cuales 8075 eran hombres y 7686 eran mujeres. Dharni tiene una tasa media de alfabetización del 85,78%, superior a la media estatal del 82,34%: la alfabetización masculina es del 90,93%, y la alfabetización femenina del 80,39%.